# Бабенсгам
Бабенсгам (нім. Babensham) — громада в Німеччині, розташована в землі Баварія. Підпорядковується адміністративному округу Верхня Баварія. Входить до складу району Розенгайм.
Площа — 54,33 км2. Населення становить 3189 ос. (станом на 31 грудня 2020).